# Liste der Baudenkmäler in Schlammersdorf
Auf dieser Seite sind die Baudenkmäler in der Oberpfälzer Gemeinde Schlammersdorf zusammengestellt. Diese Tabelle ist eine Teilliste der Liste der Baudenkmäler in Bayern. Grundlage ist die Bayerische Denkmalliste, die auf Basis des Bayerischen Denkmalschutzgesetzes vom 1. Oktober 1973 erstmals erstellt wurde und seither durch das Bayerische Landesamt für Denkmalpflege geführt wird. Die folgenden Angaben ersetzen nicht die rechtsverbindliche Auskunft der Denkmalschutzbehörde.

## Baudenkmäler nach Ortsteilen

### Schlammersdorf
| Lage                                    | Objekt                            | Beschreibung | Akten-Nr.     | Bild           |
| --------------------------------------- | --------------------------------- | --- | ------------- | -------------- |
| Am Pfarrhof 3; Am Pfarrhof 1 (Standort) | Katholische Pfarrkirche St. Lucia | Saalkirche mit Satteldach, westliches Langhaus Sandsteinquaderbau, 1775–78 (östliches Langhaus mit Chor und Flankenturm 1952/53); mit Ausstattung Friedhofstor, Torpfeiler Sandsteinquader mit Vasenbekrönung, wohl 1775–78 | D-3-74-155-1  | BW             |
| Am Pfarrhof 3 (Standort)                | Ehemaliges Schulhaus              | Zweigeschossiger Walmdachbau mit abgesetzten Fenstereinfassungen, 1819, Dach erneuert | D-3-74-155-5  | BW             |
| Hauptstraße 1 ()                        | Wegkreuz                          | kleines Gusseisenkruzifix mit Beifigur auf hohem Werksteinsockel, wohl Ende 19. Jahrhundert | D-3-74-155-13 |                |
| Schloßweg 1 (Standort)                  | Schloss                           | Zweigeschossiger Mansardwalmdachbau, Treppenhausflügel nach Südwesten mit Pilastergliederungen, 1778–79 von Thomas Sebastian Preysinger                                                                                     | D-3-74-155-3  | BW             |
| An der Straße nach Naslitz (Standort)   | Dreifaltigkeitskapelle            | Saalbau mit Satteldach und wenig eingezogenem, halbrund geschlossenem Chor, Sandsteinquader, 1816/17, Dachreiter bezeichnet mit „1927“; mit Ausstattung                                                                     | D-3-74-155-2  | weitere Bilder |

### Ernstfeld
| Lage                       | Objekt              | Beschreibung | Akten-Nr.     | Bild |
| -------------------------- | ------------------- | --- | ------------- | ---- |
| Weidenloheweg 8 (Standort) | Ehemaliger Edelsitz | Zweigeschossiger Walmdachbau mit Ecklisenen und Gurtgesims, wohl erste Hälfte 18. Jahrhundert Ökonomiegebäude, eineinhalbgeschossiger Satteldachbau, Stallteil Sandsteinquader, nach Westen Stadel, 18. Jahrhundert | D-3-74-155-6  | BW   |
| Weidenloheweg 8 (Standort) | Bildstock           | Sandsteinschaft auf Reliefsockel, Laterne mit segmentbogigen Bildfeldern, darüber Gusseisenkruzifix, bezeichnet mit „1908“                                                                                          | D-3-74-155-12 | BW   |

### Menzlas
| Lage                     | Objekt                       | Beschreibung | Akten-Nr.    | Bild |
| ------------------------ | ---------------------------- | --- | ------------ | ---- |
| Schloßgasse 3 (Standort) | Ehemaliges Lehensgut Menzlas | Zweigeschossiger Schopfwalmdachbau, bezeichnet mit „1891“, im Kern um 1800 Ehemaliger Stallteil nach Westen, eingeschossiger Schopfwalmdachbau, Anfang 19. Jahrhundert | D-3-74-155-8 | BW   |

### Moos
| Lage                                    | Objekt     | Beschreibung                                                                                           | Akten-Nr.     | Bild |
| --------------------------------------- | ---------- | --- | ------------- | ---- |
| Paint (Standort)                        | Dorfkreuz  | Gusseisenkruzifix mit Beifigur auf gestuftem Granitsockel, bezeichnet mit „1869“                       | D-3-74-155-11 | BW   |
| Paint 6 (Standort)                      | Wegkapelle | Steildachbau, korbbogig geschlossen, bezeichnet mit „1912“                                             | D-3-74-155-7  | BW   |
| Seewiesen; Staatsstraße 2122 (Standort) | Bildstock  | Profilierter Sandsteinschaft, Laterne mit Kreuzdach und rechteckiger Bildnische, bezeichnet mit „1864“ | D-3-74-155-10 | BW   |

## Ehemalige Baudenkmäler
In diesem Abschnitt sind Objekte aufgeführt, die früher einmal in der Denkmalliste eingetragen waren, jetzt aber nicht mehr. Objekte, die in anderem Zusammenhang also z. B. als Teil eines Baudenkmals weiter eingetragen sind, sollen hier nicht aufgeführt werden. Aktennummern in diesem Abschnitt sind ehemalige, jetzt nicht mehr gültige Aktennummern.
| Lage                             | Objekt     | Beschreibung          | Akten-Nr.      | Bild |
| -------------------------------- | ---------- | --------------------- | -------------- | ---- |
| Schlammersdorf Hauptstraße 11 () | Steintafel | Bezeichnet mit „1829“ | D-3-74-155-4 ? |      |